# Dueodde

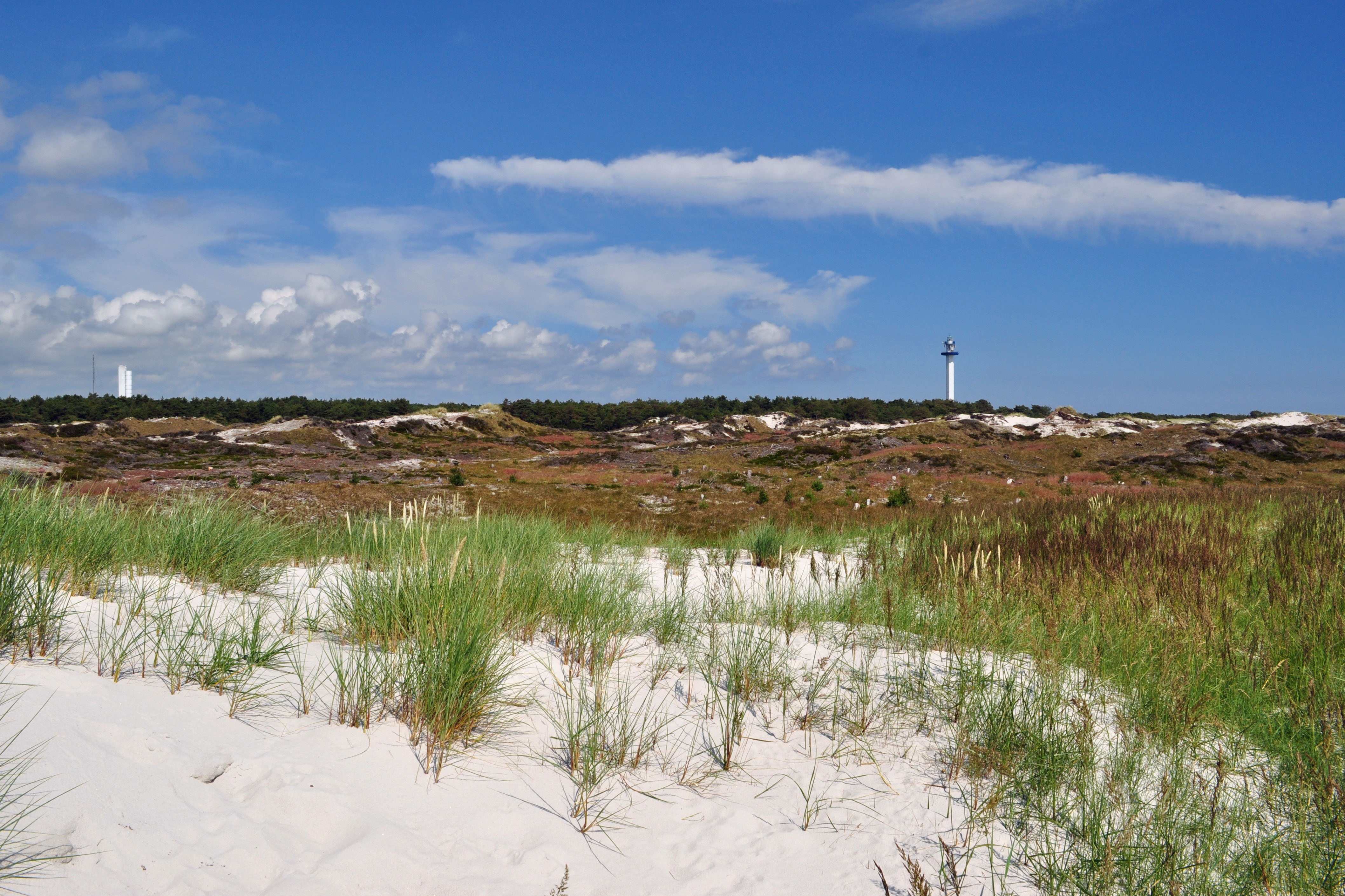
Weiß-, Grau- und Braundünen. Rechts Dueodde Fyr (2012)

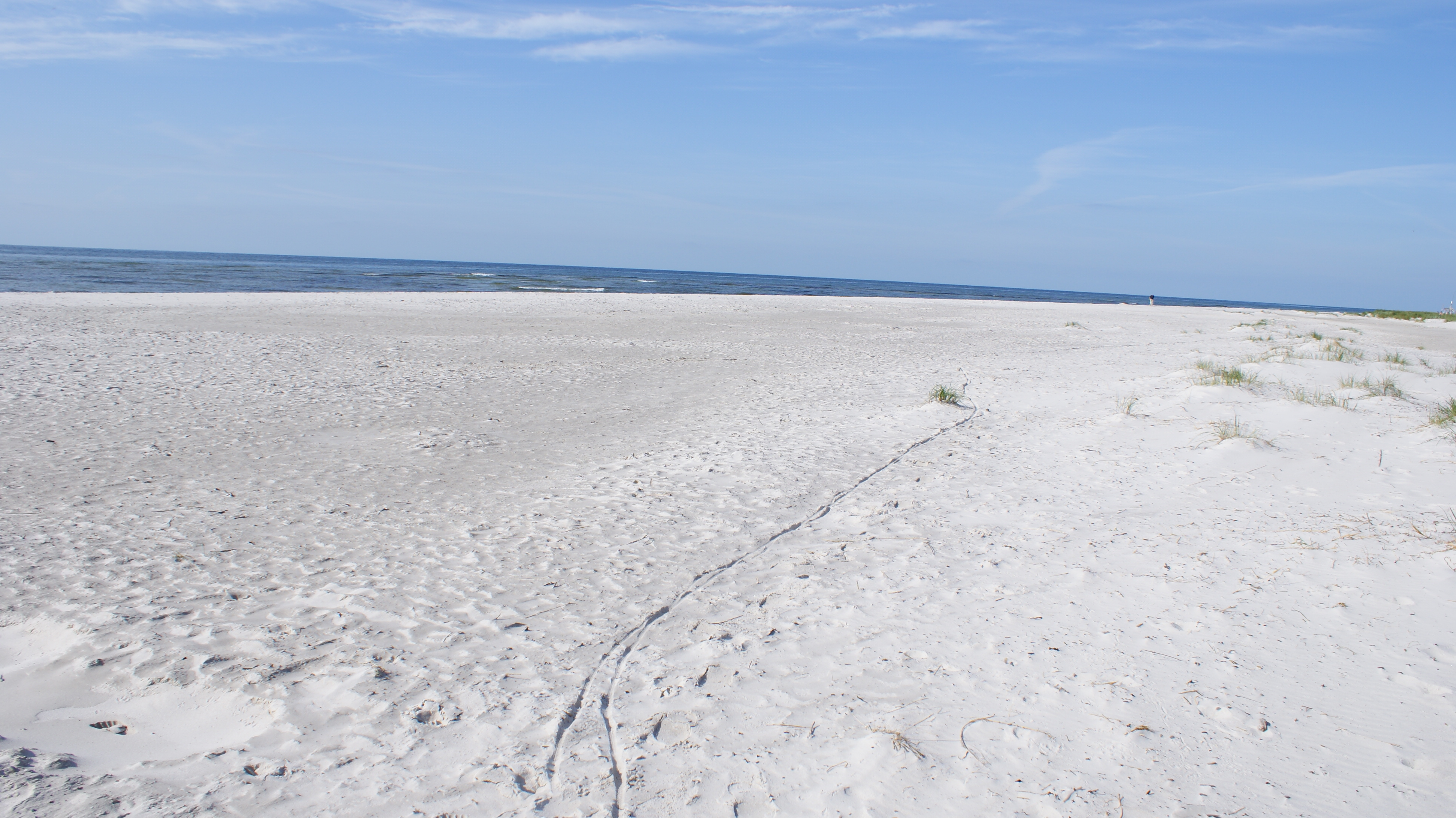
Strand von Dueodde

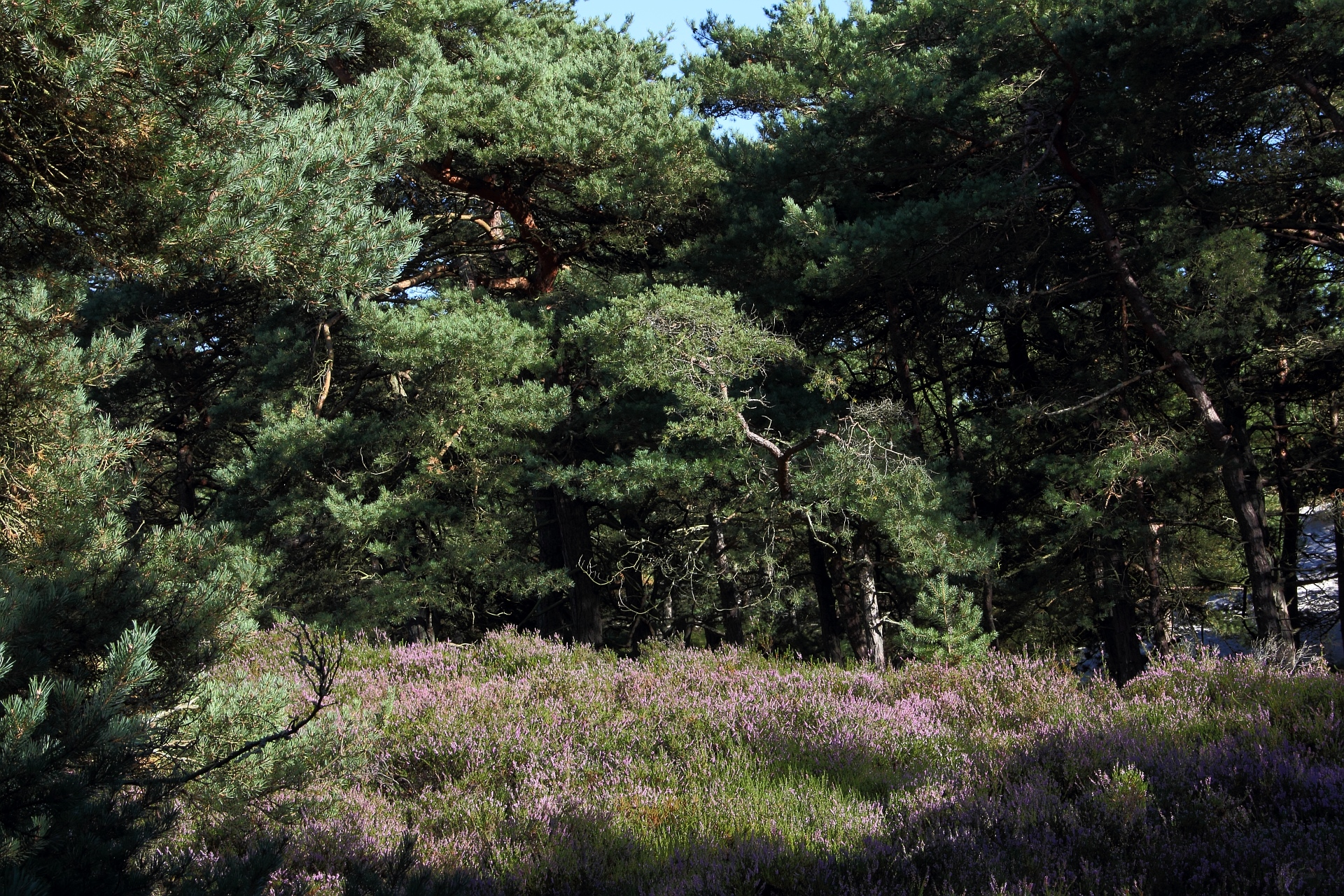
Wald bei Dueodde

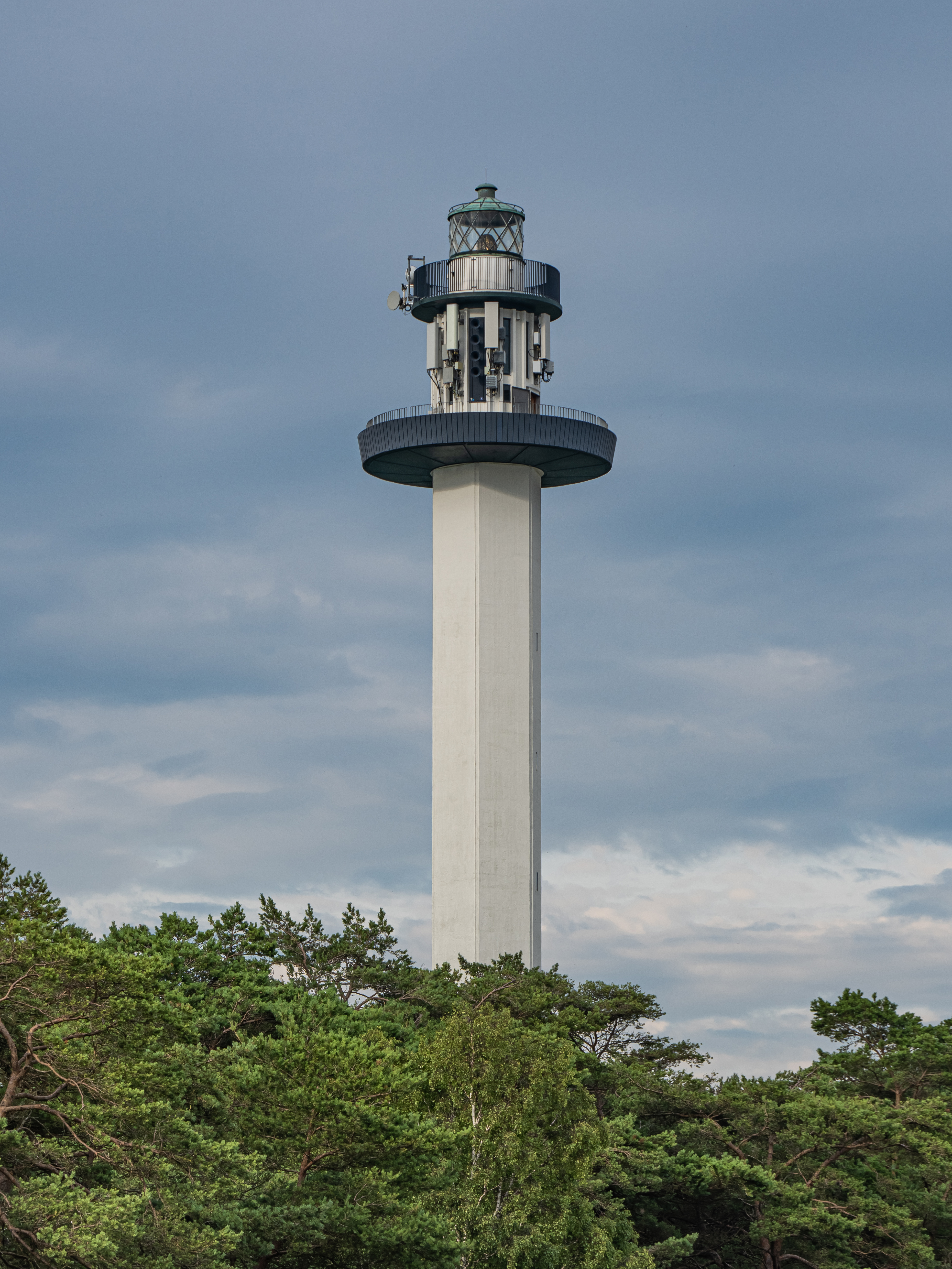
Leuchtturm Dueodde

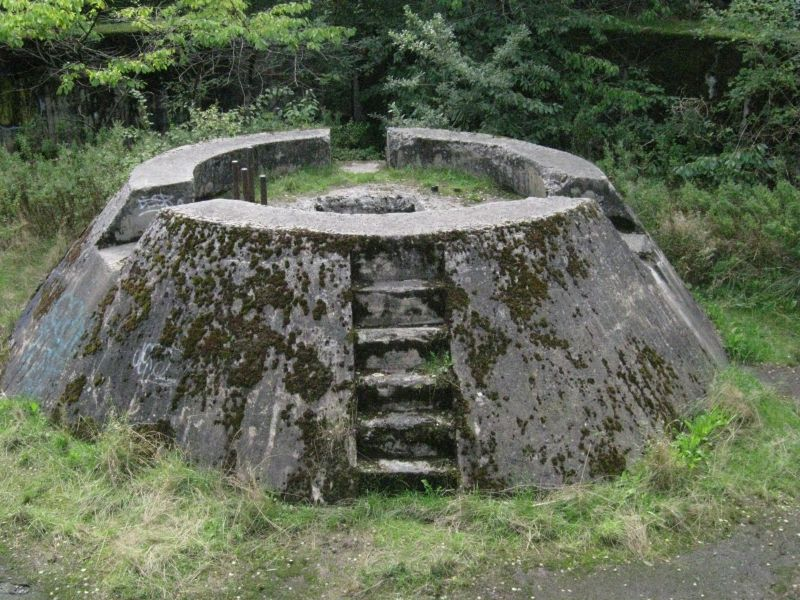
Geschützturm der östlichen Geschützbatterie, Dueodde

Dueodde [ˈduːoð] ist die Südostspitze Bornholms, an der sich eine große Küstendüne gebildet hat. Diese angesichts der sonst felsigen Küsten der Insel ungewöhnliche Landschaft zieht sich nach Nordosten bis Snogebæk und Richtung Westen bis Boderne. Sie steht unter Naturschutz und wird den freien Kräften der Natur überlassen. Der Name Dueodde bedeutet Taubenspitze, Taubenort.
Der Sandstrand fällt etwas schmaler aus als an der Westküste Jütlands, aber die Dünen erreichen ähnliche Höhen von bis zu 12 Metern. Im Vergleich zur Nordseeküste fehlen am äußersten Vorstrand die stark salz- und kalkliebenden Pflanzenarten. Das erklärt sich aus dem niedrigen Salzgehalt der mittleren Ostsee (8.0 PSU oder 0,8 %) und dem daraus resultierenden Mangel an Schnecken- und Muschelfragmenten im Sand. Am Übergang zur Düne findet sich häufig Filzige Pestwurz, die marin nur an der Ostsee vorkommt. Gewöhnlicher Strandhafer und sein Kreuzungsbastard Baltischer Strandhafer treten vergemeinschaftet auf. Landeinwärts sind die Braundünen heute fast vollständig mit Nadelwald bepflanzt.

## Geschichte
Die Sandflächen um Dueodde wurden erstmals im 19. Jahrhundert mit Strandhafer und Kiefern bepflanzt, um das Treiben des Sandes einzudämmen. Der feine weiße Sand wird auch in Sanduhren eingesetzt.
Während des Zweiten Weltkriegs begannen die deutschen Besatzer im Herbst 1940 mit der Errichtung einer Küstenbatterie auf Dueodde. Vier Stellungen sollten jeweils mit einem 38cm-Schiffsgeschütz bestückt werden.
Bereits im Frühjahr 1941 erlahmten die Bauarbeiten, so dass heute nur wenige Betonfundamente übrig geblieben sind. Da an der Bornholmer Ost- und Westküste zwei deutsche Horchstationen zur Erprobung von U-Booten lagen, waren im Gewässer vor Dueodde bei entsprechendem Wetter Schifffahrt und Fischfang verboten. Ein Marschflugkörper vom Typ V1 schlug, aus Peenemünde kommend, am 22. August 1943 nördlich von Dueodde ein. Der dänische Offizier Chr. Hasager Christiansen gelang es, Details der V1 zu fotografieren, eine Skizze anzufertigen und diese britischen Behörden zukommen zu lassen. Er wurde im Laufe der deutschen Ermittlungen verhaftet und gefoltert, konnte aber nach Schweden geschmuggelt werden. Christiansen erhielt für seinen Einsatz das Distinguished Service Cross.

## Baden und Tourismus
Der gut besuchte Strand ist von dem Parkplatz am Fyrvejen bequem erreichbar, auch die nationale dänische Radroute Bornholm Rundt (N 10) führt durch Dueodde. In der Umgebung liegen drei Campingplätze, eine Jugendherberge, das Restaurant „Granpavillonen“ und ein Badehotel, außerdem der Kiosk Dueslaget. Im angrenzenden Waldgebiet wurde eine Ferienhaussiedlung errichtet.

## Sehenswertes
Der Leuchtturm Dueodde Fyr an der Südspitze ist der höchste auf Bornholm. Er wurde 1962 gebaut und ermöglicht einen weiten Rundumblick. Der Vorgängerbau, das Leuchtfeuer Dueodde Syd steht noch direkt neben dem neuen Turm.
Die beiden Kanonenbatterien Bornholm Süd wurden nie vollendet. Die Überreste liegen rechts und links der Zufahrtsstraße zur Jugendherberge mitten im Wald und sind frei zugänglich. Während die westliche Batterie gut ausgeschildert und über eine kleine Zufahrtsstraße zugänglich ist, erfordert das Auffinden der östlichen Batterie etwas Spürsinn.
Weithin sichtbar ist noch ein weiterer Turm, der bis ins Jahr 2015 eher als Schandfleck in dieser schönen Gegend wahrgenommen wurde. Hinter Stacheldrahtzäunen versteckt, reckte sich der weiße Turm in den Himmel Bornholms, um von dort aus bis ins Jahr 2012 für das dänische Militär und die NATO in Richtung Osten zu lauschen. Dieses militärische Sperrgebiet und Relikt des Kalten Krieges ist seit Juli 2015 als Museum des Kalten Krieges der Öffentlichkeit zugänglich und wirbt mit dem Slogan „Bornholm aus 70 m Höhe erleben“.